# Cattedrale di San Gerardo
Il duomo di Potenza, chiamato variamente cattedrale di San Gerardo della Porta (o cattedrale metropolitana dei Santi Gerardo Vescovo e Maria Assunta), è una basilica, principale luogo di culto cattolico del centro storico di Potenza, nonché duomo della città e cattedrale dell'arcidiocesi di Potenza-Muro Lucano-Marsico Nuovo assieme alla concattedrale di San Nicola a Muro Lucano e la Concattedrale di Santa Maria Assunta e San Giorgio a Marsico Nuovo.
Inizialmente l'edificio era dedicato alla Beata Vergine Assunta. Successivamente la cattedrale venne dedicata a San Gerardo della Porta, santo, vescovo e patrono di Potenza alla fine dell'anno 1000.
Precedentemente a San Gerardo della Porta, la comunità potentina venerava come santo patrono Sant'Aronzo Martire (o Sant'Oronzo), patrono di Lecce.

## Storia

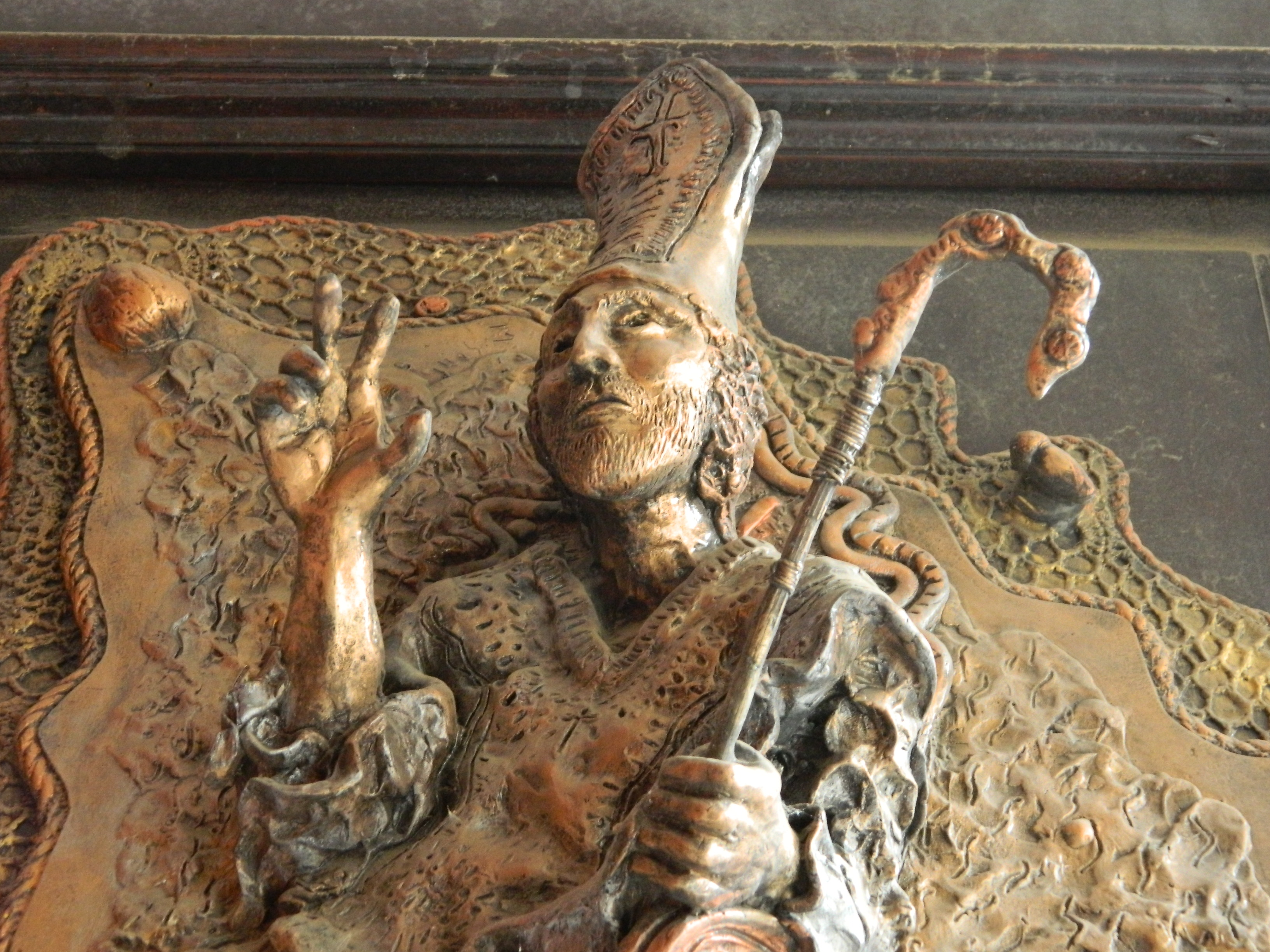
Particolare del portone laterale: altorilievo raffigurante San Gerardo

### Precedenti luoghi di culto
Come testimoniato da un'iscrizione romana del I secolo d.C. presente all'interno, la cattedrale fu probabilmente costruita su un preesistente edificio di epoca romana. Nelle epoche successive, la storia artistica del luogo di culto si può invece suddivivisa in due fasi:
- Chiesa romanica, dal 1200
- Chiesa Neoclassica dal 1783-1799.

#### Medioevo
La chiesa risale a un periodo storico che va dal secolo XII al secolo XIII. La chiesa venne costruita come un edificio in stile romanico, quasi sicuramente con tre navate. Il cambiamento da antica chiesa paleocristiana a chiesa romanica è dovuto al vescovo Bartolomeo che fra il 1197 e il 1200 fece rifare la precedente facciata, costruendola in pietra. La cattedrale venne maggiormente ampliata nel 1250. Infatti in quell'anno il vescovo Oberto costruì una cappella e vi collocò una statua di San Gerardo. Nel 1256 venne costruita un'altra cappella. Il nome di quest'ultima non è ancora ben chiaro, ma vi furono tumulati i resti del vescovo Oberto. Nel 1302 il vescovo Bonifacio munì il campanile di una campana maggiore. Successivamente, nel 1317 il vescovo Guglielmo fece erigere la tribuna per il coro e nel 1369 venne fatta restaurare la campana "mezzana". Nel 1645 furono collocate nella chiesa le reliquie di San Genuaria, per era del vescovo Michele de Torres.

La tesi che certifica l'esistenza di una chiesa romanica già prima del 1200 è avvalorata da una lapide murata con scritte in latino sulla parete esterna destra dell'edificio. Quest'ultima cita: 

Un'altra lapide murata con una scritta in latino che conferma le precedenti tesi cita: 
L'antica chiesa romanica comprendeva circa venticinque fra altari e cappelle:
- Precedenti al 1566
  - Altare maggiore.
  - Cappella di Santa Maria.
  - Altare di San Paolo.
  - Cappella di contrada Rivisco.
  - Cappella della Concezione.
  - Cappella dell'arcidiacono.
  - Cappella della visitazione.
  - Cappella della Nunziata.
  - Cappella di San Giovanni Battista.
  - Cappella di casa Clappis.
  - Cappella di San Bernandino.
  - Cappella di San Giuseppe.
  - Cappella di Sant'Antonio da Padova.
  - Cappella di Sant'Aronzio
  - Cappella di San Gerardo.
  - Cappella di San Nicola.
  - Cappella di Gironimo di Missaniello
  - Cappella di Santa Maria de' Ferris.

- Successive al 1571
  - Cappella di San Bartolomeo
  - Cappella di Gesù
  - Cappella di tutti i Santi
  - Cappella della Natività
  - Cappella di Santa Maria della Croce.
  - Cappella di San Paolo.
  - Cappella di San Nicola.

#### Neoclassicismo
La struttura venne ricostruita all'interno tra il 1783 e il 1799, quando divenne un edificio in stile neoclassico, da un allievo del Vanvitelli, tale Antonio Magri, su commissione del vescovo Andrea Serao. La cattedrale divenne una chiesa con una sola navata. Nel 1857 un terremoto colpì la città provocando dei restauri all'edificio religioso. Purtroppo il terremoto danneggiò pesantemente l'edificio, facendone abbattere alcune parti e riedificandone altre.

#### Novecento
La città di Potenza venne colpita anche dal terremoto del 1930 e la cattedrale subì vari restauri e rifacimenti che riportarono la cattedrale alle precedenti dimensioni. Altri restauri avvennero fra il 1945 e il 1950, successivamente ad alcuni bombardamenti alleati che colpirono la città nel 1943.
Nel 1980 la cattedrale fu scossa del rovinoso sisma dell'Irpinia che portò a nuovi restauri effettuati nel 1985.
Nel novembre del 1980 è stata elevata alla dignità di basilica minore.

La cattedrale venne visitata da papa Giovanni Paolo II tra il 27 aprile e il 28 aprile 1991, in occasione dell'apertura del XIV sinodo diocesano. Una targa presente nella cattedrale nell'omonima cappella commemora tuttora l'evento: 

## Descrizione

### Esterno

#### Facciata principale

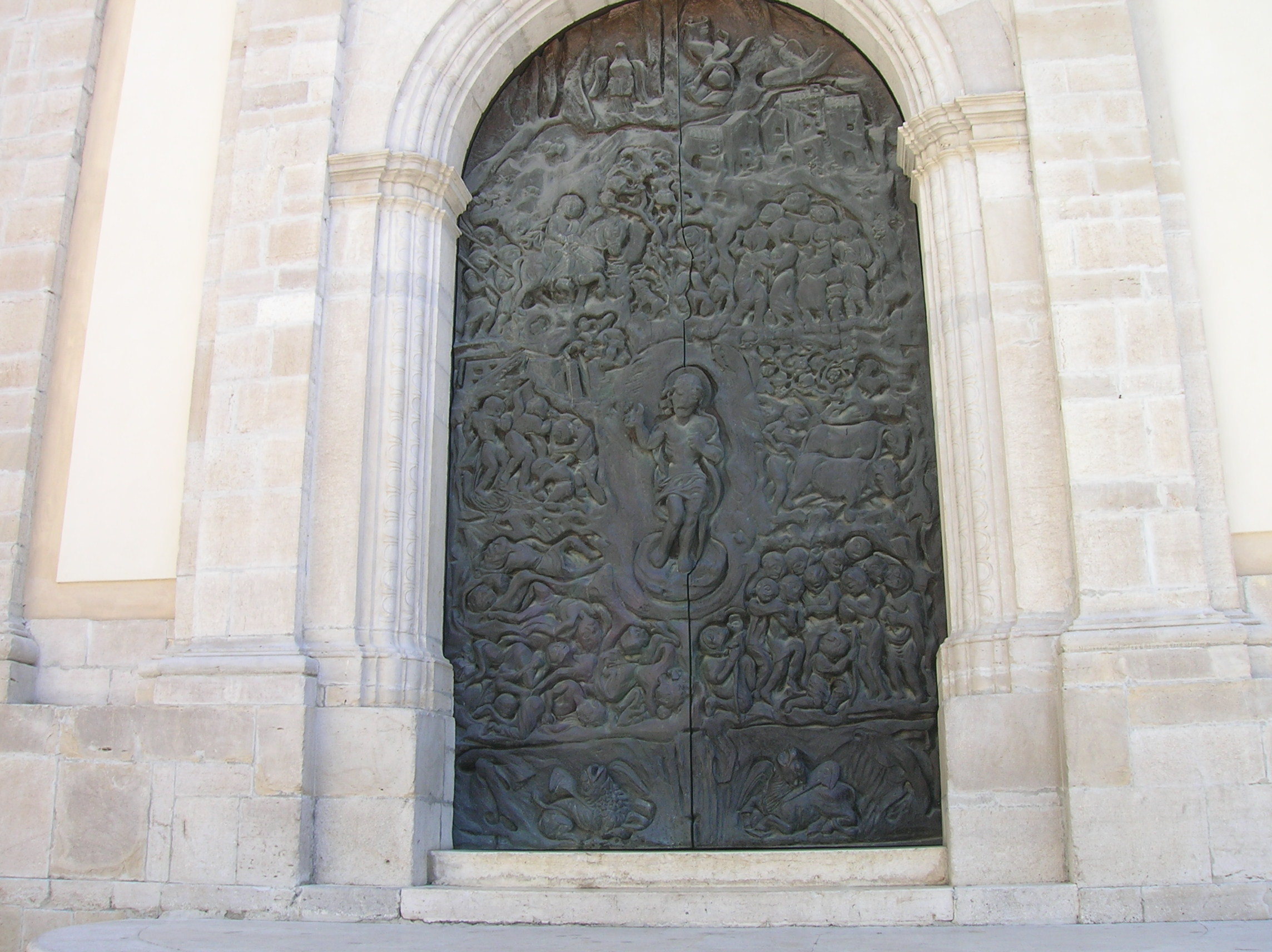
Ingresso principale

Esternamente l'edificio è caratterizzato da una struttura molto semplice e con una facciata principale a due spioventi. Nella facciata troviamo due lesene con capitelli ionici collegate fra loro da un cornicione. Sopra quest'ultimo si trovano altre due lesene in pietra squadrata che sorreggono un altro cornicione, infine se ne sviluppa un terzo ed ultimo, che forma un timpano al centro del quale si trova un piccolo rosone romanico, forse l'ultimo residuo della chiesa antica del XII secolo. Inoltre sulla facciata della cattedrale si trova anche una grande finestra con mostre in pietra finemente lavorata, soggetta precedente a lavori di restauro. Alla struttura si accede mediante un'ampia gradinata semicircolare. Il particolare ingresso principale è un portale a due ante bronzee, realizzate nel 1978 dallo scultore Giovanni Niglia. Il portale pesa 36 quintali. Al centro del portale bronzeo è raffigurato il Cristo risorto, con ai quattro angoli i simboli dei quattro evangelisti e poi dall'alto in basso degli episodi riguardanti il popolo potentino dal 1111 in poi, anno della venuta di San Gerardo. I vari episodi del popolo potentino sono: la povertà, la sofferenza e la solidarietà Il tutto è sormontato da un timpano che reca scolpito lo stemma del vescovo Claverio (1646-1472).
Alla destra del portale principale si trova il portone secondario, con una piccola scalinata ed un timpano sorretto da varie colonne. Quest'ultimo presenta delle immagini scolpite in otto pomelli in bronzo che raffigurano l'Assunzione della Vergine, San Gerardo, l'Annunciazione, la Natività, la morte, la Resurrezione, lo stemma del Vescovo e quello del papa. L'ingresso secondario è stato costruito dall'artista potentino Marco Santoro nel 2004.
I tre punti più alti dell'edificio di culto sono indicati da vari segni distintivi. Le "sommità" del duomo potentino sono la terminazione della facciata principale, la cuspide del campanile e la cupola esterna ottagonale. La facciata Principale in pietra termina con una croce e così anche la cupola, anche se quest'ultima è di maggiori dimensioni. Invece il campanile non termina con una vera e propria croce, ma con un'asta di esigue dimensioni terminante con una piccola palla.

#### Campanile

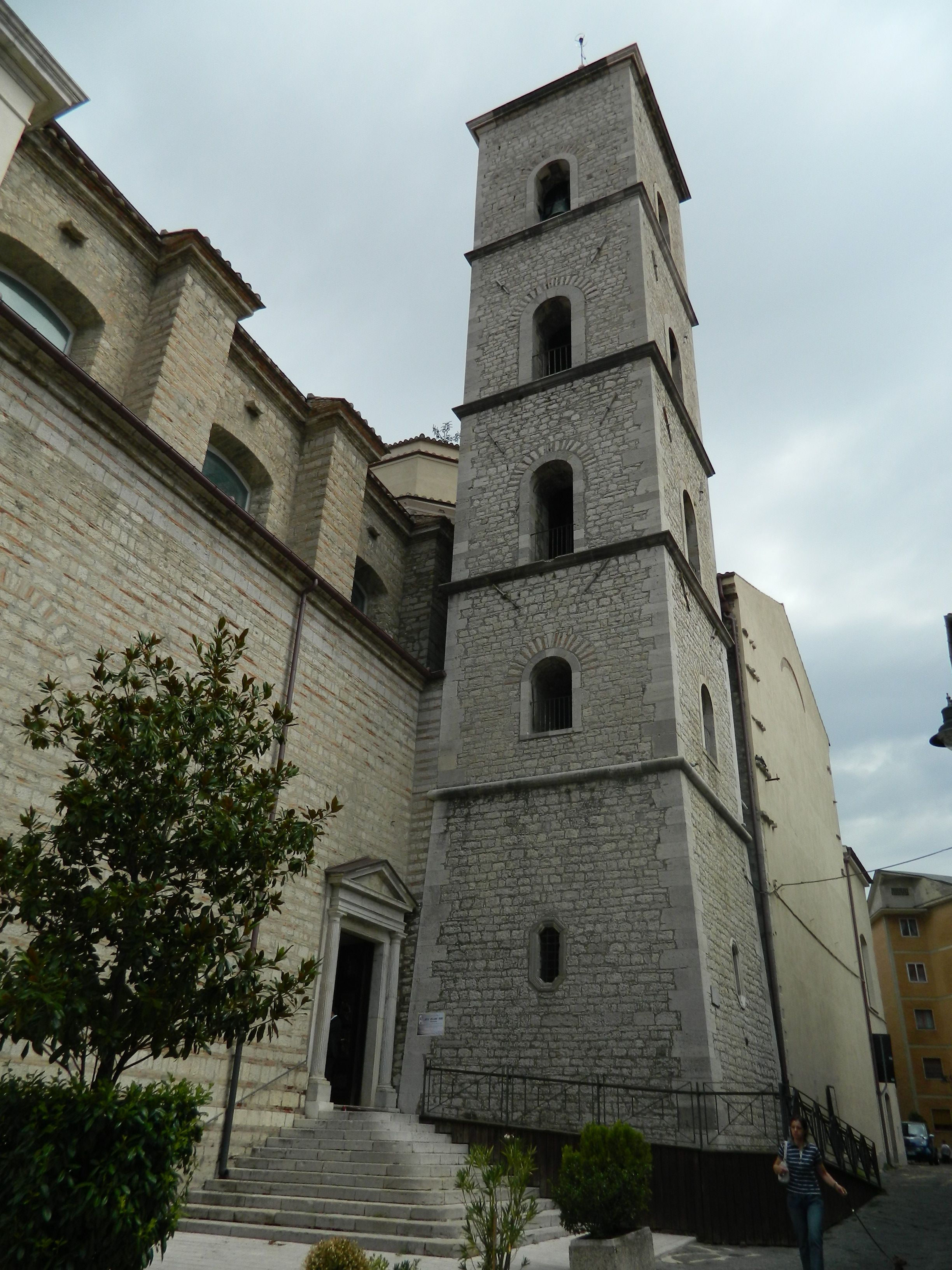
Il campanile

La cattedrale presenta anche un possente campanile quadrangolare sul lato destro della facciata principale a quattro piani e una base, con cinque ordini di finestre sormontato da una cuspide piramidale. Nella base in pietra del campanile si apre una piccola e stretta feritoia ovale. Successivamente, al primo piano, l'apertura ha dimensioni maggiori con una forma ovale troncata. Al secondo e al terzo piano le aperture raggiungono dimensioni ancora maggiori, che diminuiscono nuovamente nel quarto piano. La cella campanaria è posta all'ultimo piano sotto la cuspide. Il campanile risale al XIX secolo. Infatti l'antica torre campanaria, risultò altamente danneggiata da un terremoto che colpì la Basilicata nel 1826. Così l'antico campanile, pericolosamente inclinato, venne sostituito da uno nuovo. Il nuovo campanile presentava però solamente tre livelli e così, nel secondo dopoguerra, venne edificato il quarto livello. La cuspide venne rifatta invece durante i lavori di restauro degli anni settanta. Il campanile rappresenta uno dei punti più alti della città ed è visibile a grande distanza in molte zone di quest'ultima.

### Interno
Internamente la cattedrale presenta una struttura a croce latina. Essa presenta un'unica navata lunga 50 metri e larga 7,5. Invece i bracci destro e sinistro del transetto sono lunghi rispettivamente 13,50 e 19,70 metri. La navata è sovrastata dal soffitto costituito da varie volte a “botte lunettata”, affrescate da pregevoli opere dal pittore Mario Prayer, fra il 1933 e il 1934.

#### Abside e altare maggiore

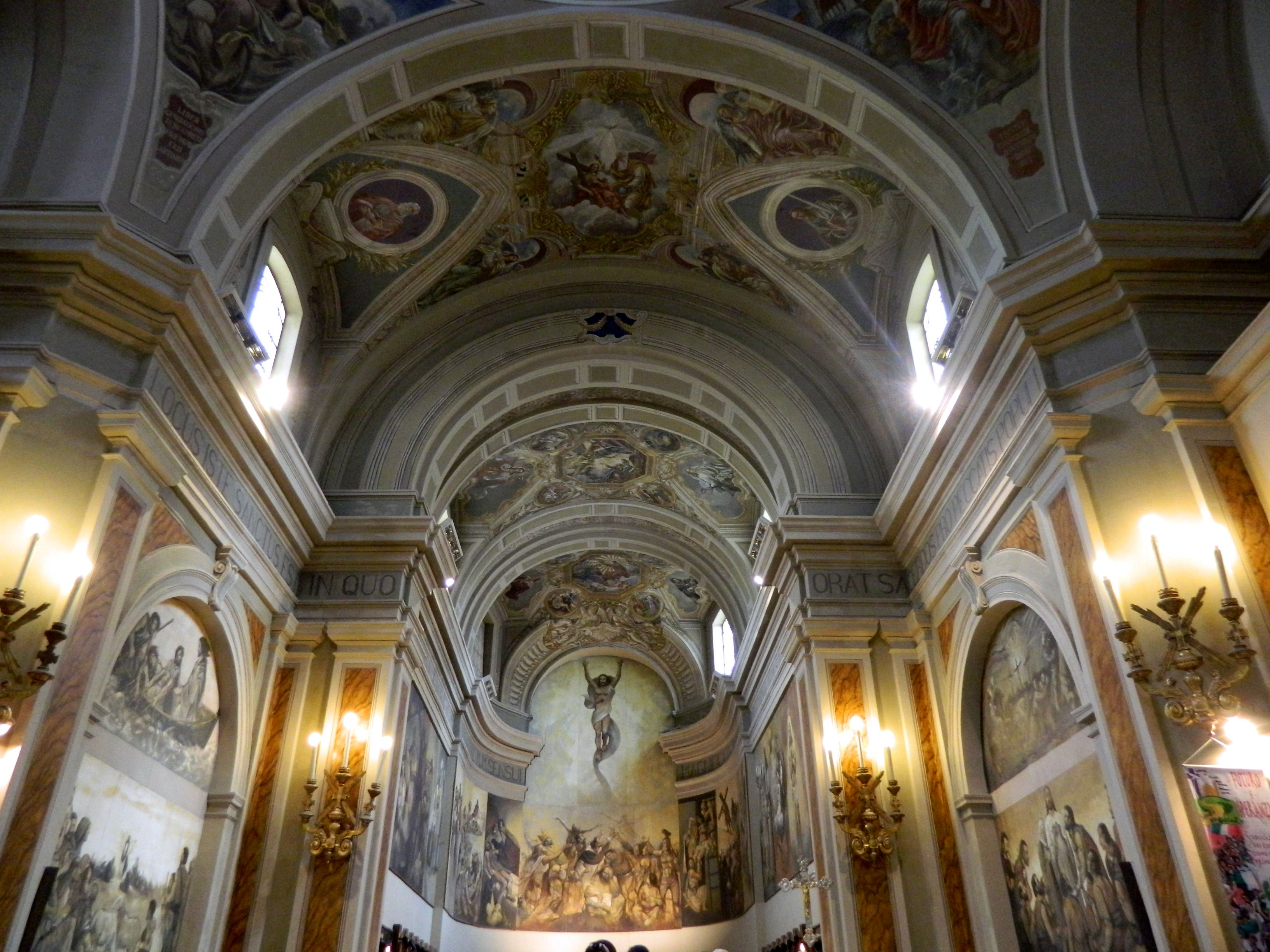
La zona absidale

Alla fine della navata si trova la zona dell'Abside. Qui è posto il pregevole altare maggiore, sopraelevato di circa un metro rispetto alla navata. Questo è stato restaurato negli anni settanta e presenta intarsi e ornamenti marmorei del precedente altare, quest'ultimo era stato edificato nel 1739 dall'artista Giuseppe Bastelli, ai lati fanno da corona scene del vangelo, dipinte ad olio e tempera su masonite dal pittore milanese Onofrio Bramante nel 1980.
Tra la zona absidale e il braccio destro del transetto vi è la sagrestia. Venne totalmente rifatta dopo i bombardamenti che colpirono Potenza nel 1943. L'arredamento di quest'ultima e costituito da una serie di grandi e alti armadi in legno che sono direttamente collegati alla controsoffittatura di legno di noce. Varie opere d'arte decorano questa zona della cattedrale: i ritratti del Beato Bonaventura, San Giuseppe Cafasso, San Giovanni Maria Vianney e San Giovanni Bosco.
Posteriormente all'altare maggiore, infine, sono stati rinvenuti durante i restauri degli anni settanta i resti di una cripta che sono protetti da un pesante cancello di bronzo. La struttura è posta a circa due metri sotto terra ed ha delle dimensioni di 5,10 metri x 3,30 metri. Il piccolo vano rettangolare presenta alcuni lacerti murari e una pavimentazione musiva a decorazioni geometriche policrome. La funzione di questa cripta, databile a un periodo che va dal IV al VI secolo d.C. potrebbe anche essere quella di “Martyrion”, cioè luogo che andava a custodire i cadaveri dei martiri. Nella chiesa è inoltre stato rinvenuto un altro elemento risalente all'epoca romana: un'iscrizione muraria che risale agli ultimi anni del I secolo d.C., posta fra la cappella dell'Immacolata e l'arcata successiva.

#### Cupola

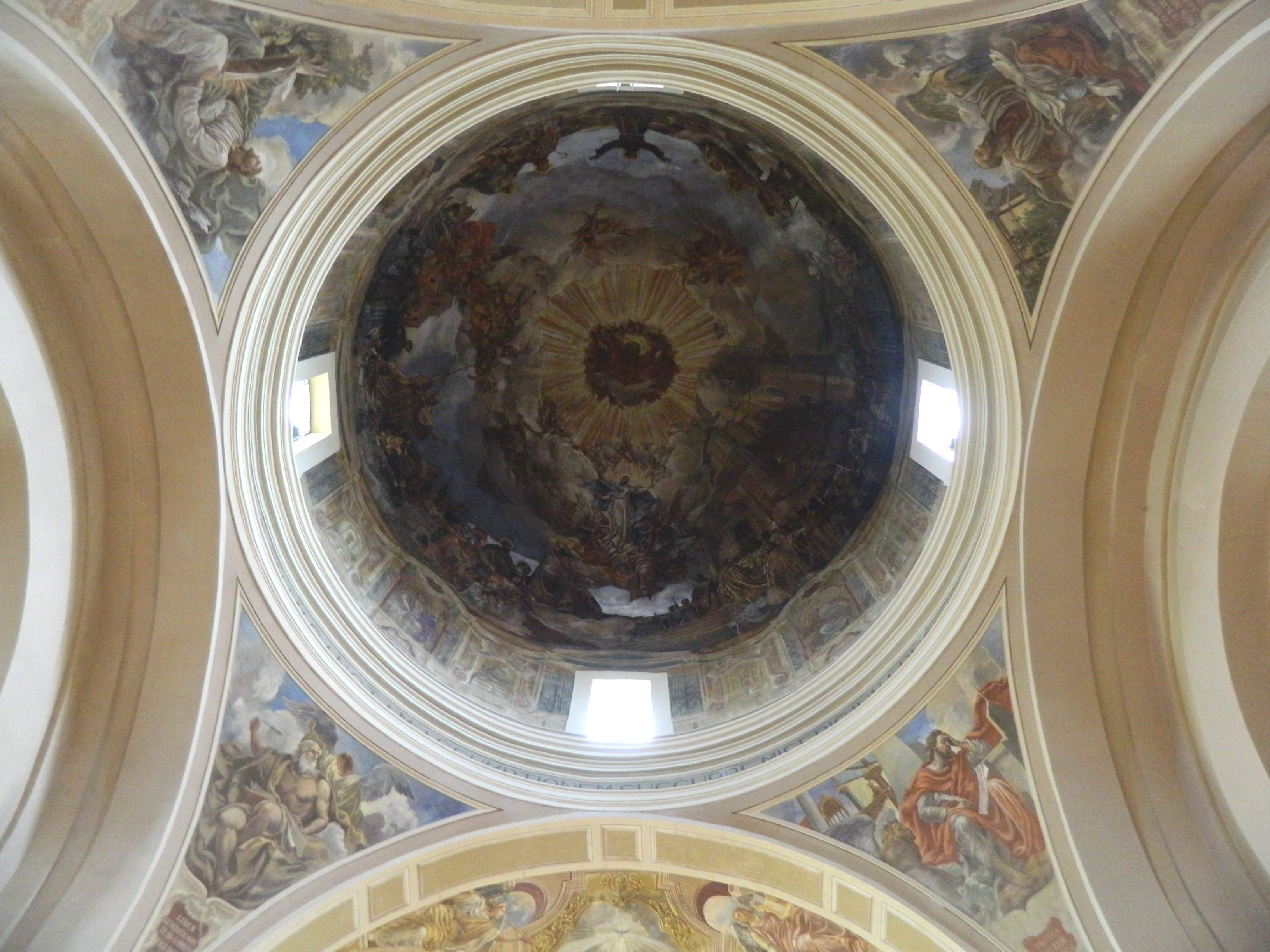
Interno della cupola

All'incrocio tra l'unica navata ed il transetto si trova una cupola emisferica sorretta da quattro pennacchi. Questi ultimi sono affrescati con le immagini dei quattro evangelisti. La cupola è affrescata con le immagini del popolo potentino che accompagnano il vescovo San Gerardo in una processione che culmina con la presentazione del popolo alla Madonna e con la figura di Dio Padre. Compaiono anche le immagini della cattedrale stessa e della chiesa di San Michele Arcangelo. Dinnanzi alla cattedrale compare il vescovo monsignore Bertazzoni assieme ai canonico durante una preghiera. Nei pressi della chiesa di San Michele Arcangelo troviamo San Giovanni Bosco, San Francesco, Sant'Aronzio, San Nicola di Bari, Santa Lucia e San Rocco, assieme ai frati potentini. Il tamburo della cupola è intervallato da quattro finestre ed è affrescato con la rappresentazione delle virtù teologali. Esternamente la cupola è invece di forma ottagonale.

#### Transetto

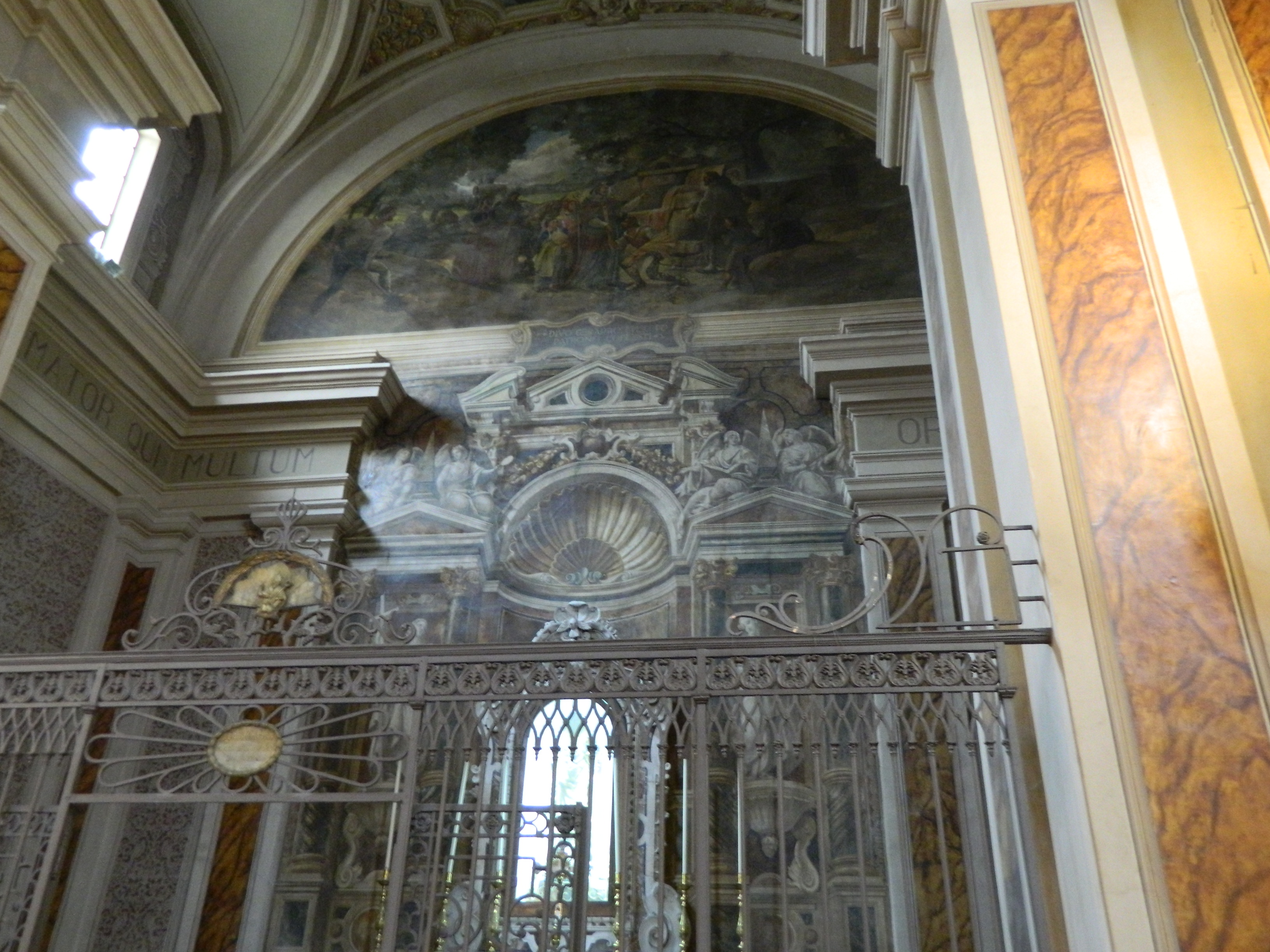
Transetto destro

Nel braccio destro del transetto si trova una cappella che ospita la statua di San Gerardo della Porta. Protetta da una cancellata in ferro in doppio battente del 1864, contenente un altare settecentesco in marmo policromo con una grata che protegge le reliquie del santo, il tutto sovrastato dalla statua in legno policromo del santo. Essa, originaria del XV secolo, è stata restaurata nel 1880 e rappresenta il santo con la mitria ed il pastorale nell'atto di benedire. La statua è alta 175 centimetri. Ai lati della statua si trovano due piccole edicole con le figure di due donne che sorreggono rispettivamente una fiaccola e un crocifisso. Nella lunetta vi è un ritratto che rappresenta il miracolo operato dal santo che tramutò l'acqua in vino per soddisfare la sete di un lungo corteo di preti e frati che lo accompagnavano in un viaggio in ritorno verso Potenza. La volta della cappella è affrescata con un ritratto che raffigura il santo attorniato da angeli che reggono la mitria, il pastorale, un libro con la scritta "caritas" e lo stemma di Potenza. Alla destra dell'affresco sono raffigurati degli angeli con lo stemma araldico del santo. Nella parte sinistra del transetto si trova una cappella dedicata al Santissimo Sacramento. Ad essa si accede mediante un cancello come quello della cappella della parte destra del transetto, la cui data di costruzione è però ignota. Anche qui troviamo un altare marmoreo del XVIII secolo, di origine napoletana. Nella cappella si conservano le reliquie di Santa Genuaria. Sull'altare si trova un ciborio della prima metà del XVII secolo, vandalizzato e poi restaurato nel 2000 alto 190 centimetri e diviso in tre diverse zone. Sul ciborio si trovano le figure in alabastro di svariati angeli: l'Angelo custode, l'Arcangelo Gabriele, l'Arcangelo Raffaele e l'angelo con Tobiolo. Inoltre sono raffigurati due cherubini seduti. Il tutto è sovrastato da una piccola cupola terminante con una sfera recante anteriormente l'immagine dell'Arcangelo Gabriele. La cappella accoglie un crocifisso ligneo del XV secolo. Molti affreschi si trovano sulla volta e sulle pareti di quest'ultima: l'Esaltazione dell'Eucaristia, l'Ultima Cena, ed un'opera che raffigura il Cristo che parla con una donna del popolo lucano.

#### Cappelle

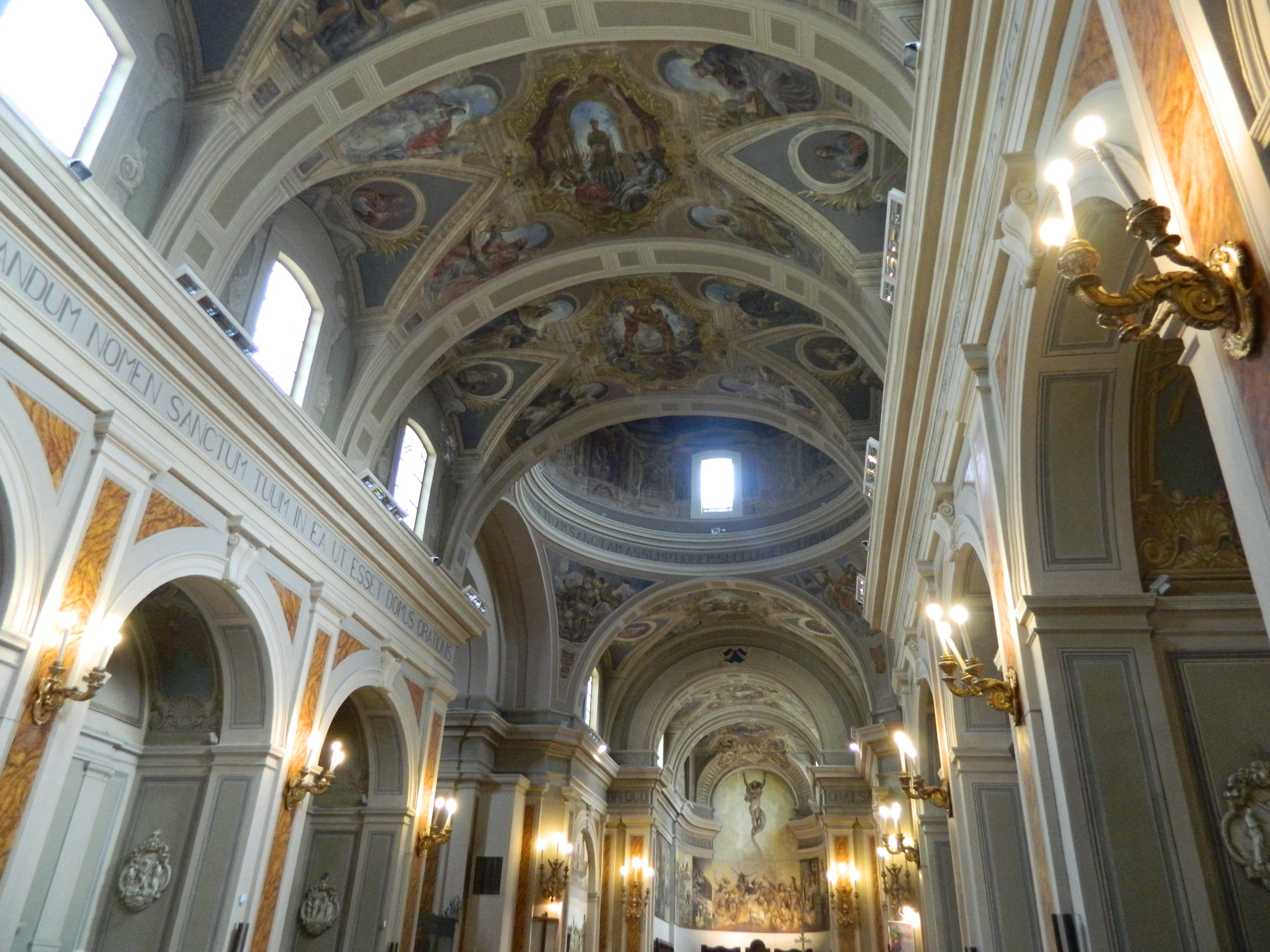
La navata

La chiesa presenta dieci cappelle, di cui quattro sul lato destro, quattro sul sinistro e due alle estremità opposte del transetto.
- Cappelle del lato sinistro

Nella parte sinistra della navata si trovano altre quattro cappelle. La quarta cappella da sinistra è dedicata all'immacolata. Il suo nome deriva da una statua del XVIII secolo che rappresenta la Madonna mentre schiaccia un serpente. Rispetto alle altre essa è più piccola e raccolta e conserva un crocifisso ligneo del XV secolo. Inoltre vi si conservano in un sarcofago del 1979 le spoglie dell'arcivescovo Augusto Bertazzoni e anche le spoglie dell'arcivescovo Giuseppe Vairo assieme al suo testamento spirituale lasciato alla comunità religiosa potentina. Nella cappella sono sepolti ancora altri vescovi, come l'arcivescovo Francescantonio Nolè. La cappella conserva anche due statue che raffigurano Sant'Antonio Abate e Gesù. La terza cappella da sinistra contiene invece un altro altare marmoreo e una statua della Madonna Addolorata con Gesù morto sulle sue ginocchia. Nella seconda cappella si trova un altro altare e una statua di Sant'Oronzio ed infine un'ultima cappella dedicata al papa santo, Giovanni Paolo II.
- Cappelle del lato destro

All'ingresso della chiesa, sulla destra, si succedono quattro cappelle laterali. La prima presenta un cancello in stile tardo-borbonico del XIX secolo. Dietro quest'ultimo si trova una fonte battesimale in rame e bronzo del 1934 e un ritratto del pittore Prayer su commissione del vescovo Bertazzoni. La seconda cappella accoglie una statua del XIX secolo di San Gaetano di Thiene, in legno policroma, alta 140 centimetri. Essa è posta al disopra di un semplice altare marmoreo. Nella terza si ritrova una statua ottocentesca che rappresenta la Madonna col bambino, alta 140 centimetri, anch'essa in legno policroma e risalente al XIX secolo. Al disotto della statua si trova un altare marmoreo del XVII secolo che presenta le immagini di alcuni stemmi vescovili raffiguranti dei leoni rampanti con una corona. La quarta cappella ospita un altare del 1700 e un'altra statua in legno policroma che raffigura la Madonna del Carmine.

## Festività

### Processione di San Gerardo
Durante la festa patronale della città, che si celebra ogni anno il 30 maggio, la cattedrale svolge un ruolo molto importante, poiché è il punto di partenza della processione del santo. La statua conservata all'interno del duomo viene condotta fuori in una processione composta dall'arcivescovo e tutto il clero potentino, ma anche gli abitanti della città. La processione attraversa tutto il centro storico fino al tempietto di San Gerardo (dove è situata una copia della statua) per poi ritornare nella cattedrale, dove verrà celebrata la messa.

### Il duomo illuminato
Durante il periodo natalizio la Cattedrale di San Gerardo viene illuminata, come anche parte del centro storico. L'illuminazione è stata attuata da pochi anni a questa parte e costituisce un elegante effetto scenico. Dell'intero edificio vengono illuminate solamente la facciata principale (seguendo i contorni della medesima fino alla croce sulla sommità), parte della facciata laterale destra ed il campanile con quattro dei suoi cinque ordini di finestre. La cuspide viene invece lasciata nelle tenebre e così anche la cupola dell'edificio religioso.